# Jean-Claude Pascal
Jean-Claude Pascal (f. Jean-Claude Villeminot 24. oktober 1927 i Paris, Frankrig – 5. maj 1992) var en fransk musiker og skuespiller.
Efter at have overlevet 2. verdenskrig i Strasbourg, studerede Pascal ved universitetet i Sorbonne og arbejdede senere indenfor modedesign for Christian Dior. Mens han arbejdede med kostumer til teaterstykket Don Juan blev han interesseret i skuespillerfaget og havde sin debut i filmen Quattro rose rosse i 1949. Mange film fulgte efter, blandt dem La Belle et l'empereur (sammen med Romy Schneider) og Angelique and the Sultan, hvor han spillede mod Michèle Mercier.
Pascal vandt Eurovision Song Contest 1961 for Luxembourg med sangen Nous Les Amoureux, komponeret af Jacques Datin og med tekst skrevet af Maurice Vidalin. Han repræsenterede Luxembourg igen i konkurrencen i 1981 og blev nummer 11 ud af 20 med sangen C'est peut-être pas l'Amérique med musik og tekst af Sophie Makhno og Jean-Claude Petit.